# Обсерватория Траунштайн
Обсерватория Траунштайн — частная астрономическая обсерватория в городе Траунштайн, Германия. Основана обсерватория была строителем Эмилем Эренсбергером (нем. Emil Ehrensberger, 1858—1940) в 1913 году. Обсерватория представляет собой вращающийся круглый купол диаметром 4,5 метра на высоте 17,5 метра на крыше жилого здания. В подкупольном пространстве был установлен рефрактор Цейсс (D = 175 мм, F = 2,61 м) на экваториальной монтировке. В 1955 году дочь создателя обсерватории продала здание и часть земли вокруг него архиепископу Мюнхена и Фрайзинге, которые были впоследствии преобразованы в учебный центр Санкт-Руперт. Последние три десятилетия работа обсерватории поддерживается за счёт волонтёров любителей астрономии из Траунштайна. На базе обсерватории проводятся бесплатные образовательные экскурсии и лекции. Обсерватория существует за счёт пожертвований посетителей. В 2007 году оптика телескопа была обновлена.

## Адрес обсерватории
- Современные координаты обсерватории: широта = 47,772714° сев. широты, долгота = 12,762796° вост. долготы.